# Montana (film, 2017)
Pour les articles homonymes, voir Montana.
Pour plus de détails, voir Fiche technique et Distribution.
Montana est un film israélien écrit et réalisé par Limor Shmila, sorti en 2017,,.

## Synopsis
Une jeune femme retourne dans sa ville natale à la suite du décès de son grand-père, et commence une liaison avec une enseignante mariée.

## Fiche technique
- Titre : Montana
- Réalisation : Limor Shmila
- Scénario : Limor Shmila
- Montage : Dafi Farbman
- Photographie : Eitan Hatuka
- Musique : Asher Goldschmidt
- Production : Tami Leon, Chilik Michaeli, Avraham Pirchi
- Société de production : United Channel Movies
- Pays d'origine :  Israël
- Langue originale : hébreu
- Genre : Drame, romance saphique
- Lieux de tourange : Acre, Israël
- Durée : 79 minutes (1 h 19)
- Dates de sortie :
  -  Canada : 10 septembre 2017 au Festival international du film de Toronto (TIFF)
  -  Israël : 1er mars 2018
  -  Argentine : 12 avril 2018 au Festival international du cinéma indépendant de Buenos Aires

## Distribution
- Noa Biron : Efi
- Avi Malka
- Hai Maor
- Nadav Nir
- Hava Ortman
- Netta Shpigelman
- Keren Tzur